# Francie na Letních olympijských hrách 1932
Francii na Letních olympijských hrách v roce 1932 v kalifornském Los Angeles reprezentovala výprava 103 sportovců (97 mužů a 6 žen) v 13 sportech.

## Medailisté
| Medaile | Jméno                                                                                          | Sport      | Soutěž                       |
| ------- | ---------------------------------------------------------------------------------------------- | ---------- | ---------------------------- |
| Zlato   | Louis Chaillot Maurice Perrin                                                                  | Cyklistika | Muži tandem                  |
| Zlato   | Xavier Lesage                                                                                  | Jezdectví  | Drezura - jednotlivci        |
| Zlato   | André Jousseaume Xavier Lesage Charles Marion                                                  | Jezdectví  | Drezura - družstva           |
| Zlato   | Georges Buchard Philippe Cattiau Fernand Jourdant Jean Piot Bernard Schmetz Georges Tainturier | Šerm       | Družstvo mužů kord           |
| Zlato   | René Bondoux René Bougnol Philippe Cattiau Edward Gardère René Lemoine Jean Piot               | Šerm       | Družstvo mužů fleret         |
| Zlato   | Jacques Lebrun                                                                                 | Jachting   | Třída Finn                   |
| Zlato   | Raymond Suvigny                                                                                | Vzpírání   | Muži 60 kg                   |
| Zlato   | René Duverger                                                                                  | Vzpírání   | Muži 67.5 kg                 |
| Zlato   | Louis Hostin                                                                                   | Vzpírání   | Muži 82.5 kg                 |
| Zlato   | Charles Pacôme                                                                                 | Zápas      | muži, volný styl do 66 kg    |
| Stříbro | Louis Chaillot                                                                                 | Cyklistika | Muži sprint                  |
| Stříbro | Paul Chocque Amédée Fournier René Le Grèves Henri Mouillefarine                                | Cyklistika | Družstvo mužů stíhací závod  |
| Stříbro | Charles Marion                                                                                 | Jezdectví  | Drezura - jednotlivci        |
| Stříbro | Georges Buchard                                                                                | Šerm       | Muži kord                    |
| Stříbro | Jean Taris                                                                                     | Plavání    | Muži 400 m volný způsob      |
| Bronz   | Paul Winter                                                                                    | Atletika   | Muži hod diskem              |
| Bronz   | Charles Rampelberg                                                                             | Cyklistika | Muži 1000 m s pevným startem |
| Bronz   | Pierre Brunet Anselme Brusa André Giriat                                                       | Veslování  | Muži dvojka s kormidelníkem  |
| Bronz   | Louis François                                                                                 | Zápas      | muži, řecko-římský do 56 kg  |